# Копков, Хорст
Хорст Копков (нем. Horst Kopkow; 29 ноября 1910 — 13 октября 1996) — сотрудник германской тайной политической полиции (СД), руководящий сотрудник РСХА.

## Биография
Родился в Восточной Пруссии в многодетной лютеранской семье. Учился на аптекаря.
В 1931 г. вступил в НСДАП, в 1932 г. в СС. Окончил спортивное училище СС (1934). С 1934 г. начал службу в отделении гестапо в Алленштайне (Восточная Пруссия). В 1937 г. переведен в центральный аппарат гестапо в Берлине. С 1 сентября 1939 г. криминальный комиссар по разоблачению вражеских шпионов и саботажников. С начала 1940 г. - начальник реферата (отдела) IV А2 IV Управления (гестапо) РСХА. Криминальный советник (1941).
С 1941 г. руководил предотвращением железнодорожного саботажа на оккупированных территориях. В конце лета 1942 г. возглавил "Особую комиссию по Красной капелле". После переформирования IV Управления в начале 1944 г. — начальник реферата IV A2 (борьба с саботажем). Криминаль-директор (1944). После покушения на Гитлера включен в состав группы, расследовавшей обстоятельства заговора против Гитлера. Ответственен за убийство агентов союзных разведок и борцов немецкого Сопротивления.
29 мая 1945 г. был арестован британской военной полицией. 4 года сотрудничал с МИ-6 в области борьбы с советским шпионажем. Во избежание огласки его участия в военных преступлениях в июне 1948 г. был официально объявлен погибшим. В 1950 г. освобожден и вернулся в Западную Германию. Работал директором текстильной фабрики.
Умер от воспаления лёгких.